# Dundas West (Toronto Subway)

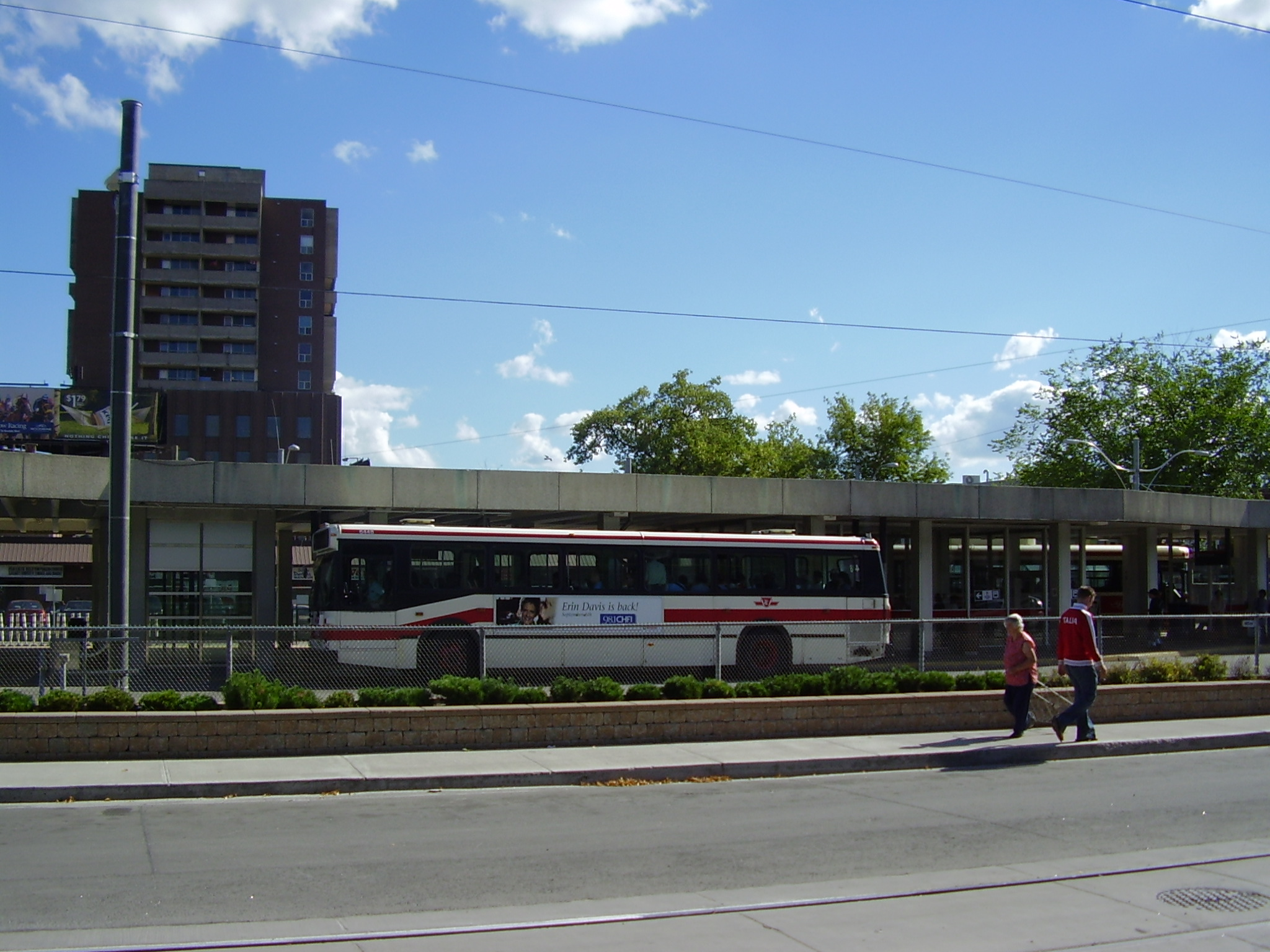
Stationsgebäude

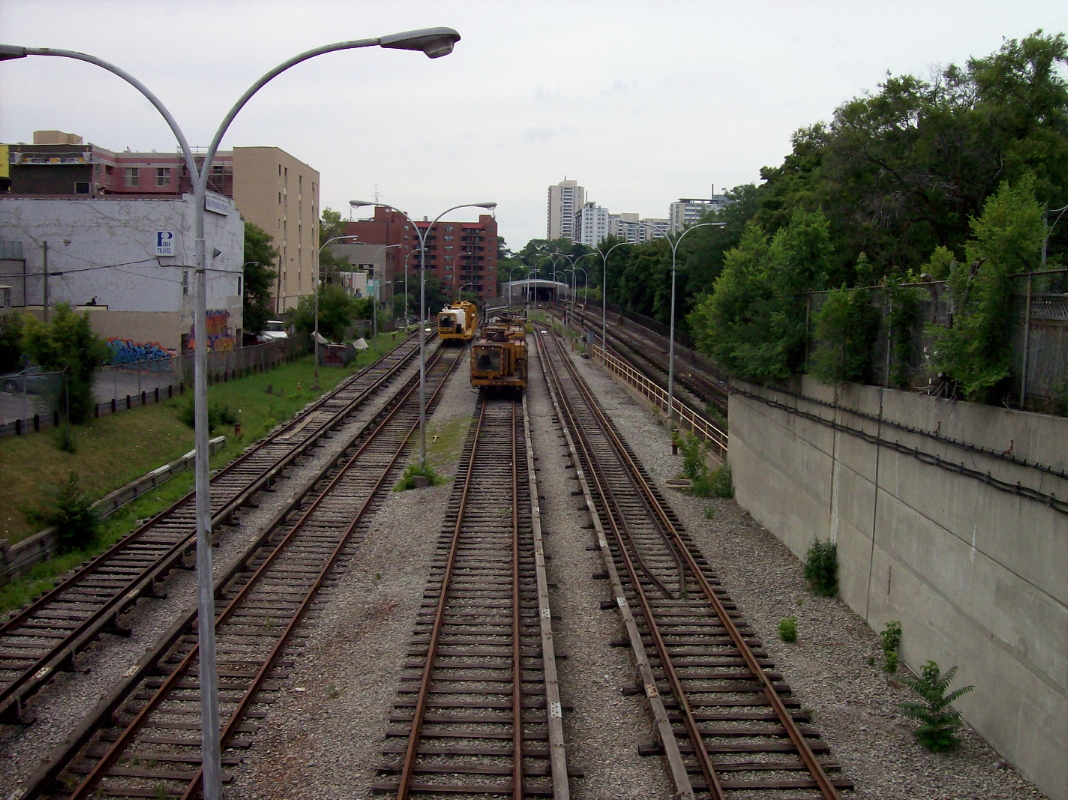
Vincent Yard

Dundas West ist eine unterirdische U-Bahn-Station in Toronto. Sie liegt an der Bloor-Danforth-Linie der Toronto Subway, an der Kreuzung von Bloor Street und Dundas Street West. Die Station besitzt Seitenbahnsteige und wird täglich von durchschnittlich 27.540 Fahrgästen genutzt (2018).
Es bestehen Umsteigemöglichkeiten zu zwei Buslinien der Toronto Transit Commission sowie zu den Straßenbahnlinien 504 und 505, wobei eine Wendeschleife das Stationsgebäude umrundet. Etwa 200 Meter östlich davon befindet sich der Bahnhof Bloor an der Georgetown-Linie von GO Transit, es existiert jedoch kein direkter Zugang durch einen Fußgängertunnel. Die Eröffnung der Station erfolgte am 26. Februar 1966, zusammen mit dem Abschnitt Keele – Woodbine.
Südlich der Station, parallel zu den Hauptgleisen, liegt die Abstellanlage Vincent Yard. Die auch als Keele Yard bekannte Anlage ist die kleinste des gesamten Netzes und besitzt vier Gleise, die an ihrem östlichen Ende in einem Tunnel liegen. Nach ihrer Eröffnung 1966 konnten dort acht Sechs-Wagen-Züge abgestellt werden, wenn auch nur als Ergänzung zur Hauptwerkstätte bei Greenwood. Seit 1978, als bei Wilson eine neue, bedeutend größere Abstellanlage in Betrieb genommen wurde, dient der Vincent Yard nur noch zum Abstellen einzelner Arbeitswagen.